# Jour de Cyrus

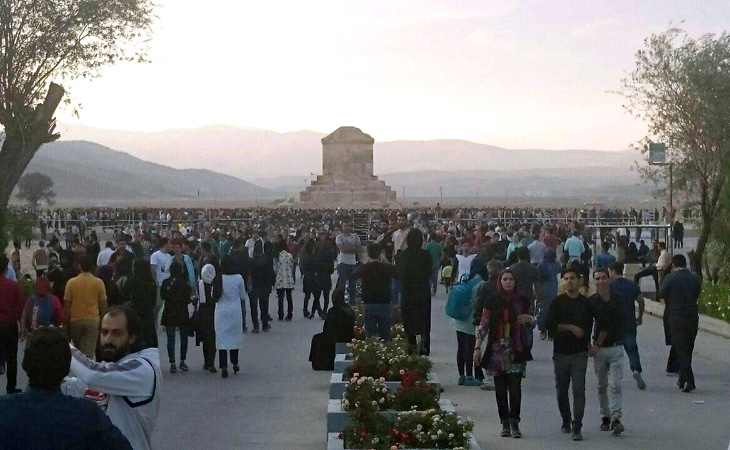
Iraniens rassemblés autour du Mausolée de Cyrus, 29 octobre 2015.

Le jour de Cyrus le Grand, qui a lieu le 29 octobre (7 Aban) en Iran est un jour férié officieux pour commémorer Cyrus le Grand. Ce jour est né au début des années 2000 sur Internet.
Le plus gros évènement de ce jour est un rassemblement sur sa tombe localisée à Pasargadae.